# Liste des aires protégées du Bénin
Cette liste recense les aires protégées du Bénin, c'est-à-dire – selon la définition de l'UICN – « des espaces géographiques clairement définis, reconnus, dédiés et gérés, par des moyens légaux ou autres, afin de favoriser la conservation à long terme de la nature et des services écosystémiques et des valeurs culturelles qui y sont liés ». 

## Catégorisation des aires protégées du Bénin
Administrées par le Centre national de gestion des réserves de faune (CENAGREF), un Office d'État sous tutelle du Ministère du cadre de vie et du développement, créé en 1998, la catégorisation des aires protégées du Bénin a longtemps concerné principalement les parcs nationaux et les forêts classées. Mais en 2017, le Décret no 2017 - 331 du 6 juillet 2017 portant définition de la catégorisation des Aires Protégées de la République du Bénin suivant la nomenclature de l'Union Mondiale pour la Conservation de la Nature (UICN) a intégré d'autres espaces, tels que les forêts sacrées et communales, ainsi que les aires marines.

Cette nouvelle catégorisation permet d'évaluer les engagements et les progrès en fonction de la nomenclature de l'UICN. Elle facilite l'accès aux opportunités internationales de conservation des aires protégées en vue d'une meilleure préservation des ressources biologiques du pays.
La catégorisation des Aires Protégées du Bénin se présente comme suit :
| Catégorie                                    | Composition                                                                                                 | Département(s) concerné(s) |
| -------------------------------------------- | --- | -------------------------- |
| Catégorie ll                                 | Parcs Nationaux (parcs nationaux de la Pendjar)                                                             | Atacora                    |
|                                              | réserve du complexe Forestier de Wari Maro                                                                  |                            |
| Parcs w                                      | Alibori |                            |
| Monts Kouffé                                 | Collines |                            |
| Noyau central de la forêt classée de Ia Lama | Atlantique                                                                                                  |                            |
| Catégorie llI                                | Monument ou Élément Naturel : Elle regroupe toutes les forêts sacrées du Bénin                              | Département du Bénin       |
| Catégorie lV                                 | Aires d'utilisation durable des ressources naturelles : Elle regroupe les zones cynégétiques de la Pendjari | Atacora et Alibori         |

L'ONG African Parks Network gère le parc national de la Pendjari.

## Parcs nationaux
Le Bénin compte 48 forêts classées : 1 303 000 ha, deux parcs et trois zones cynégétiques ,,:
| Parcs / Zone cynégétiques       | Superficie (en ha) |
| ------------------------------- | ------------------ |
| Parc national de la Pendjari    | 266 040            |
| Zone cynégétique de la Pendjari | 180 000            |
| zone de chasse de Konkombri     | 251 000            |
| Parc national du W du Bénin     | 563 280            |
| Zone Cynégétique de la Djona    | 115 200            |
| Zone Cynégétique de l’Atacora   | 102 000            |

## Réserves naturelles
- Le Jardin botanique et zoologique de l'université d'Abomey-Calavi
- Le village souterrain d’Agongoninto à Bohicon
- La cité lacustre de Ganvié

## Monuments naturels
- chutes de Kota
- Mont Sokbaro
- Mont Tanéka
- Chaîne de l'Atacora

## Forêts classées
Tableau synthétique de la liste et état des forêts classées:
| Départements         | Nom                 | Superficie (en ha) |
| -------------------- | ------------------- | ------------------ |
| Borgou-Alibori       | Tchaourou           | 1 100              |
| Borgou-Alibori       | Tchatchou-Gokana    | 2 000              |
| Borgou-Alibori       | Boko                | 300                |
| Borgou-Alibori       | N’Dali              | 7 721              |
| Borgou-Alibori       | Ouénou-Bénou        | 30 000             |
| Borgou-Alibori       | Ouémé supérieur     | 107 542            |
| Borgou-Alibori       | Alibori supérieur   | 224 200            |
| Borgou-Alibori       | Ouari-Maro          | 50 000             |
| Borgou-Alibori       | Trois rivières      | 259 500            |
| Borgou-Alibori       | Sakarou             | 240                |
| Borgou-Alibori       | Sota                | 43 000             |
| Borgou-Alibori       | Goungoun            | 73 000             |
| Borgou-Alibori       | Guénè               | 1 300              |
| Atacora-Donga        | Monts Kouffe        | 180 300            |
| Atacora-Donga        | Bassila             | 2 500              |
| Atacora-Donga        | Kilir               | 50                 |
| Atacora-Donga        | Bellefoungo         | 1 300              |
| Atacora-Donga        | Saouboukro          | 84                 |
| Atacora-Donga        | Penessoulou         | 5 470              |
| Atacora-Donga        | Birni               | 3 200              |
| Atacora-Donga        | Mekrou              | 9 350              |
| Atacora-Donga        | Collines de Kouande | 4 560              |
| Atacora-Donga        | Alibori supérieur   | 31 300             |
| Atacora-Donga        | Ouémé supérieur     | 35 000             |
| Attlantique-littoral | Ouédo               | 586                |
| Attlantique-littoral | Pahou               | 565                |
| Attlantique-littoral | Lama-sud            | 8 000              |
| Attlantique-littoral | Djigbé              | 4 300              |
| Zou-collines         | Agrimey             | 2 800              |
| Zou-collines         | Logozohe            | 1 200              |
| Zou-collines         | Toui Kilibo         | 22 000             |
| Zou-collines         | Acherigbe           | 30 150             |
| Zou-collines         | Dan                 | 1 237              |
| Zou-collines         | Savalou             | 1 015              |
| Zou-collines         | Dassa-Zoumè         | 2 645              |
| Zou-collines         | Lama Nord           | 8 250              |
| Zou-collines         | Agoua               | 75 300             |
| Zou-collines         | Ouémé Boukou        | 20 500             |
| Ouémé-Plateau        | Bonou               | 197                |
| Ouémé-Plateau        | Sakété              | 60                 |
| Ouémé-Plateau        | Itchèdè             | 191                |
| Ouémé-Plateau        | Kétou               | 42 850             |
| Ouémé-Plateau        | Djigbé              | 4 300              |
| Réserve de faune     | Toui                |                    |
| Réserve de faune     | Djigbé              |                    |
| Réserve de faune     | Atchérigbé          |                    |
| Réserve de faune     | Ouémé Bénou         |                    |
| Réserve de faune     | Dassa-Zoumè         |                    |
| Réserve de faune     | Kétou               |                    |
| Réserve de faune     | Ouari Maro          |                    |

## Forêts sacrées
Les forêts sacrées du Bénin recensées en 1998 couvrent une surface de 18 360 ha et sont considérées comme appartenant aux collectivités. Elles sont des reliques de forêts concentrées dans le sud, notamment dans la zone littorale et constituent des lieux de pèlerinage et de rituels du vaudoun. On dénombre 2 940 forêts sacrées de diverses tailles, totalisant 18 360 hectares, soit 0,16 % du territoire national. Elles jouent diverses fonctions au nombre desquelles : fonctions écologiques (8,1 %), fonction religieuse (61,14 %), fonction socio-culturelle (29,45 %).
- Forêt sacrée de Kpassè,
- Forêt sacrée de Zannoudji à Zè,
- Forêt sacrée Vazoun ou Yèssikpèzoun à Adjohoun, dans l'arrondissement de Dèmè,
- Forêt sacrée de Dogbo dans le Couffo,
- Forêt sacrée de Oro (société secrète) à Zimon près de Sakété,
- Forêt sacrée Oro-Zoun de Lindja Dangbo,
- Sanctuaire des singes de Drabo d'Abomey-Calavi,
- Forêt sacrée Bamèzoun,
- Forêt Sacrée de Wêwêré.

## Jardins botaniques et zoologiques
- Jardin des plantes et de la nature (l'ancêtre du Jardin des plantes et de la nature est la forêt sacrée du royaume de Porto-Novo)
- Jardin botanique et zoologique de l’Université d’Abomey-Calavi (situé au cœur de l'Université d’Abomey-Calavi, il a été créé en 1970 par le professeur Édouard Adjanohoun)

## Centres de formation et de recherche agricole
- Centre songhaï au Bénin
- Institut international d'agriculture tropicale (IITA)

## Sanctuaires
- Sanctuaire marial Notre-Dame de Dassa Zoumé
- Sanctuaire marial Notre-Dame  de la Divine Miséricorde à Allada
- Sanctuaire marial Notre-Dame-de-la-Paix de Bembèrèkè
- Sanctuaire marial Notre-Dame du Lac (Maria-tokpa) à Porto-Novo
- Sanctuaire marial Notre-Dame de l'Atacora à Natitingou

## Conventions internationales

### Sites Ramsar
La convention de Ramsar est entrée en vigueur au Bénin le 24 mai 2000.
En janvier 2020, le pays compte quatre sites Ramsar, couvrant une superficie de 25 873,42 km2.

### Patrimoine mondial
Le Bénin compte deux sites classés au patrimoine mondial de l'UNESCO, dont un site naturel :
- Les parcs nationaux du W du Bénin et de la Pendjari comme partie du Complexe W-Arly-Pendjari[8].

### Réserves de biosphère
Les réserves de biosphère sont une reconnaissance internationale de l'Unesco pour valoriser des sites où l'humain vit en harmonie avec la nature et à la biodiversité exceptionnelle. Bien qu'elles n'imposent pas de législation propre, elles s'implantent sur des aires protégées préexistantes. Ainsi, le Bénin dispose de trois réserves de biosphère, dont deux sont transfrontières :
- Réserve de biosphère transfrontière du Complexe W-Arly-Pendjari (nommée Pendjari en 1986, étendue en 1999 et 2015, puis devenue transfrontière en 2020 avec le Burkina Faso et le Niger)
- Réserve de biosphère transfrontière du Mono (2017, transfrontière avec le Togo)
- Réserve de biosphère de la Basse vallée de l’Ouémé (2017)